# Javier Burrai
Javier Nicolás Burrai (San Nicolás, Buenos Aires, 9 de octubre de 1990) es un futbolista argentino nacionalizado ecuatoriano. Juega como portero y su equipo actual es Talleres de Córdoba de la Primera División de Argentina. 

## Trayectoria
Antes de dedicarse al fútbol, Burrai practicó básquetbol en San Nicolás.
Desde el año 2006, realizó las divisiones inferiores en el club Arsenal de Sarandí, donde formó parte del plantel profesional y logró cosechar minutos en el equipo de reserva. Pero nunca pudo debutar con el plantel principal, siempre estando por detrás de Cristian Campestrini.
En 2013 fue cedido a préstamo al Locarno de Suiza hasta fines de ese año.
En 2014 volvió a Arsenal, pero luego se incorporó al plantel de Camioneros de General Rodríguez para afrontar las fases finales del Torneo Argentino B. Y luego de su paso por la cuarta categoría del fútbol argentino, promediando el 2014, se fue como refuerzo de Guillermo Brown de Puerto Madryn, donde tuvo una destacada actuación en un partido por Copa Argentina ante Deportivo Madryn, el cual logró el ascenso del Torneo Federal A a la Primera B Nacional.
En enero del 2016, se convirtió en nuevo refuerzo de Sarmiento de Junín, equipo de la Primera División de Argentina. Sin embargo, no pudo consolidarse en el plantel titular.
A mediados del 2017 firma por Gimnasia y Esgrima (Jujuy) teniendo una destacada actuación, siendo titular todo el campeonato. Obtiene el récord de valla invicta de la segunda división de Argentina 
En junio del 2018 ficha por Macará junto a sus compatriotas Alejandro Manchot y Pablo Burzio. Luego de un excelente primer semestre, el club logró renovarle por 3 temporadas más. Logró convertirse en uno de los referentes en el año y medio que estuvo en el club.
El 14 de septiembre de 2023 se hizo oficial la obtención de la nacionalidad ecuatoriana.

### Barcelona S. C.
A pesar de tener contrato vigente, arregló su salida de Macará pagando una cláusula de rescisión de 200 mil dólares. A inicios del 2020 llegó a Barcelona Sporting Club de Ecuador. El 26 de febrero en un partido de Copa Libertadores contra Cerro Porteño sufre una fractura en la nariz que lo dejó por un mes y medio sin jugar, y tuvo que usar una máscara protectora en su regreso a las canchas. Ese mismo año tuvo una actuación brillante en la definición por el título, en la tanda de penales frente a Liga de Quito, al atajar dos penales, y fue nombrado MVP del partido.
En la siguiente temporada 2021 le iría bien ya que en ese año el Barcelona Sporting Club llegaría hasta la semifinales de la Copa Libertadores siendo una de las figuras del torneo, aunque no formaría parte del once ideal del campeonato, donde el club perdería los dos partidos por 2 - 0 en ida y vuelta ante el Flamengo de Brasil, al nivel local en la temporada 2021 al jugador y a su club el cual era el favorito defensor del título, no les iría bien ya que un polémico partido ante Independiente del Valle en la fecha 6# en el cual Barcelona SC empató 2-2 luego de en un principio ir perdiendo el partido 0-2 en el marcador, pudo haber remontado la serie a un 3-2 de no ser por un polémico gol anulado el cual pudo haberle dado los 3 puntos que al club le hubiera dado la ganancia de la primera etapa ya que empataba en puntos a su clásico rival, el CS Emelec, pero lo superaba por gol de diferencia, y no pudieron revalidar el título de la Serie A de Ecuador, ya que en la segunda etapa del campeonato el Barcelona quedaría en la posición número 9 a 14 puntos del líder, Independiente del Valle.

## Selección nacional

### Selección absoluta
Tras obtener su documentación de naturalización como ciudadano ecuatoriano, el 10 de noviembre de 2023 fue convocado a la selección absoluta de Ecuador para disputar la doble fecha de las eliminatorias al Mundial de Canadá, Estados Unidos y México 2026 de noviembre de 2023 ante Venezuela y Chile.

### Participaciones en eliminatorias mundialistas
| Mundial           | Sede            | Resultado   | Partidos | Goles |
| ----------------- | --------------- | ----------- | -------- | ----- |
| Eliminatoria 2026 | América del Sur | Clasificado | 0        | 0     |

### Partidos internacionales
Actualizado al último partido disputado el 24 de marzo de 2024.
| \| N.° \| Fecha \| Ciudad \| Rival \| Resultado \| Resultado \| Competencia \| \| --- \| ------------------- \| -------- \| ------ \| --------- \| --------- \| ----------- \| \| 1. \| 24 de marzo de 2024 \| Harrison \| Italia \| 0-2 \| Derrota \| Amistoso \| |                     |          |        |           |           |             |
| N.° | Fecha               | Ciudad   | Rival  | Resultado | Resultado | Competencia |
| 1. | 24 de marzo de 2024 | Harrison | Italia | 0-2       | Derrota   | Amistoso    |

## Estadísticas

### Clubes
Actualizado al último partido disputado el 27 de mayo de 2025.
| Club                             | Div.          | Temporada     | Liga  | Liga  | Copas nacionales | Copas nacionales | Copas internacionales | Copas internacionales | Total | Total | Total |
| Club                             | Div.          | Temporada     | Part. | Goles | Part.            | Goles            | Part.                 | Goles                 | Part. | Goles | Prom. |
| -------------------------------- | ------------- | ------------- | ----- | ----- | ---------------- | ---------------- | --------------------- | --------------------- | ----- | ----- | ----- |
| Arsenal Argentina                | 1.ª           | 2010-11       | 0     | 0     | —                | —                | —                     | —                     | 0     | 0     | 0     |
| Arsenal Argentina                | 1.ª           | 2011-12       | 0     | 0     | 0                | 0                | —                     | —                     | 0     | 0     | 0     |
| Arsenal Argentina                | 1.ª           | 2012-13       | 0     | 0     | —                | —                | —                     | —                     | 0     | 0     | 0     |
| Arsenal Argentina                | Total club    | Total club    | 0     | 0     | 0                | 0                | 0                     | 0                     | 0     | 0     | 0     |
| Guillermo Brown Argentina        | 3.ª           | 2014-15       | 6     | 3     | 1                | 0                | —                     | —                     | 7     | 3     | 0.43  |
| Guillermo Brown Argentina        | 2.ª           | 2015          | 43    | 51    | —                | —                | —                     | —                     | 43    | 51    | 1.19  |
| Guillermo Brown Argentina        | Total club    | Total club    | 49    | 54    | 1                | 0                | 0                     | 0                     | 50    | 54    | 1.08  |
| Sarmiento (J) Argentina          | 1.ª           | 2016          | 0     | 0     | 0                | 0                | —                     | —                     | 0     | 0     | 0     |
| Sarmiento (J) Argentina          | 1.ª           | 2017          | 6     | 18    | 1                | 0                | —                     | —                     | 7     | 18    | 2.57  |
| Sarmiento (J) Argentina          | Total club    | Total club    | 6     | 18    | 1                | 0                | 0                     | 0                     | 7     | 18    | 2.57  |
| Gimnasia y Esgrima (J) Argentina | 2.ª           | 2017-18       | 24    | 11    | —                | —                | —                     | —                     | 24    | 11    | 0.46  |
| Gimnasia y Esgrima (J) Argentina | Total club    | Total club    | 24    | 11    | 0                | 0                | 0                     | 0                     | 24    | 11    | 0.46  |
| Macará · Ecuador                 | 1.ª           | 2018          | 23    | 26    | —                | —                | —                     | —                     | 23    | 26    | 1.13  |
| Macará · Ecuador                 | 1.ª           | 2019          | 25    | 16    | 3                | 4                | 4                     | 4                     | 32    | 24    | 0.75  |
| Macará · Ecuador                 | Total club    | Total club    | 48    | 42    | 3                | 4                | 4                     | 4                     | 55    | 50    | 0.91  |
| Barcelona S. C. · Ecuador        | 1.ª           | 2020          | 30    | 18    | —                | —                | 9                     | 7                     | 39    | 25    | 0.64  |
| Barcelona S. C. · Ecuador        | 1.ª           | 2021          | 30    | 33    | 2                | 1                | 12                    | 12                    | 44    | 46    | 1.05  |
| Barcelona S. C. · Ecuador        | 1.ª           | 2022          | 30    | 30    | 0                | 0                | 12                    | 9                     | 42    | 39    | 0.93  |
| Barcelona S. C. · Ecuador        | 1.ª           | 2023          | 22    | 22    | —                | —                | 5                     | 10                    | 27    | 32    | 1.19  |
| Barcelona S. C. · Ecuador        | 1.ª           | 2024          | 22    | 22    | 1                | 2                | 8                     | 13                    | 31    | 37    | 1.19  |
| Barcelona S. C. · Ecuador        | Total club    | Total club    | 134   | 125   | 3                | 3                | 46                    | 51                    | 183   | 179   | 0.98  |
| Talleres (C) Argentina           | 1.ª           | 2025          | 2     | 1     | 1                | 3                | 2                     | 2                     | 5     | 6     | 1.2   |
| Talleres (C) Argentina           | Total club    | Total club    | 2     | 1     | 1                | 3                | 2                     | 2                     | 5     | 6     | 1.2   |
| Total carrera                    | Total carrera | Total carrera | 263   | 251   | 9                | 10               | 52                    | 57                    | 324   | 318   | 0.98  |
| 1. 2. 1.                         |               |               |       |       |                  |                  |                       |                       |       |       |       |

## Palmarés

### Torneos nacionales
| Torneo                  | Club         | País      | Año    |
| ----------------------- | ------------ | --------- | ------ |
| Primera División        | Arsenal      | Argentina | C-2012 |
| Supercopa Argentina     | Arsenal      | Argentina | 2012   |
| Serie A                 | Barcelona    | Ecuador   | 2020   |
| Supercopa Internacional | Talleres (C) | Argentina | 2023   |

### Distinciones individuales
| Distinción                                | Año  |
| ----------------------------------------- | ---- |
| Once ideal de la LigaPro Serie A          | 2020 |
| Mejor jugador de la Final LigaPro Serie A | 2020 |
| Mejor Arquero de la Serie A de Ecuador    | 2022 |
| Once ideal de la LigaPro Serie A          | 2022 |